# Latukan
Der Latukan ist ein 2338 m hoher Schichtvulkan auf den Philippinen. 
Der Berg liegt in einem in ost-westlicher Richtung verlaufenden vulkanischen Gebirgszug in Zentral-Mindanao. Im Nordwesten des Latukan liegt der Lanao-See mit der Stadt Marawi City. Westlich liegt der Vulkan Makaturing, im Nordosten erhebt sich der aus historischen Berichten bekannte und als aktiv klassifizierte Vulkan Ragang. 
Der letzte Ausbruch des Latukan ist nicht bekannt, eine genauere Untersuchung steht noch aus. Es ist jedoch wahrscheinlich, dass der Latukan im Holozän aktiv war.

## Quelle
- Latukan im Global Volcanism Program der Smithsonian Institution (englisch)